# ミコール酸

ミコール酸類の構造

ミコール酸（ミコールさん、mycolic acids）とは、結核菌が菌体の最外周部に持っている分子量の大きな脂肪酸の総称である。つまりミコール酸は純物質ではない。炭素数はだいたい60個から90個（ヘキサコンタン酸からノナコンタン酸）程度であり、シクロプロパンを構造に含む。ミコール酸はロウ様物質（ロウようぶっしつ）とも呼ばれ、また超高級脂肪酸であるとかワックス成分であるとかいったように説明されることもある。

## 結核菌とミコール酸
結核菌は増殖する時にミコール酸を合成している。結核菌の菌体の最外周部、結核菌のペプチドグリカンが主要成分の細胞壁よりも外側にある、アラビノガラクタンが主成分の部分よりもさらに外側にミコール酸はあって、自身を保護している。これがたとえマクロファージに取り込まれても内部で生きていられる一因にもなっている。なお1分子のミコール酸で1つの結核菌を囲んでいるわけではなく、ミコール酸同士はトレハロースを間に挟んで連なっている。またミコール酸は内側にあるアラビノガラクタンとも結合している。

## 抗結核薬とミコール酸
抗結核薬には様々なタイプのものがあるが、中には結核菌によるミコール酸の合成を阻害するタイプのものもある。このタイプの抗結核薬の例としてイソニアジドがある。また結核菌のミコール酸は内側にあるアラビノガラクタンとも結合しているが、アラビノガラクタンの構成単位であるアラビノースがミコール酸へと付加されるのを阻害するタイプのものもある。このタイプの抗結核薬の例としてエタンブトールがある。

- デラマニド　…　大塚製薬が創生した抗結核薬[3]。約40年ぶりに抗結核薬の新薬として2014年承認された[4]。